# Daletice
Daletice jsou obec na Slovensku v okrese Sabinov. Žije zde 96 obyvatel a rozloha katastrálního území je 2,49 km².
První písemná zmínka je z roku 1320. Obec leží v regionu Šariš.